# Tabitha
Dorcas
Pour les articles homonymes, voir Tabitha (homonymie).
Tabitha, en grec Dorcas, est une chrétienne de la ville de Jaffa (Joppé), ressuscitée par l'apôtre Pierre selon les Actes des Apôtres.

## Éléments bibliques

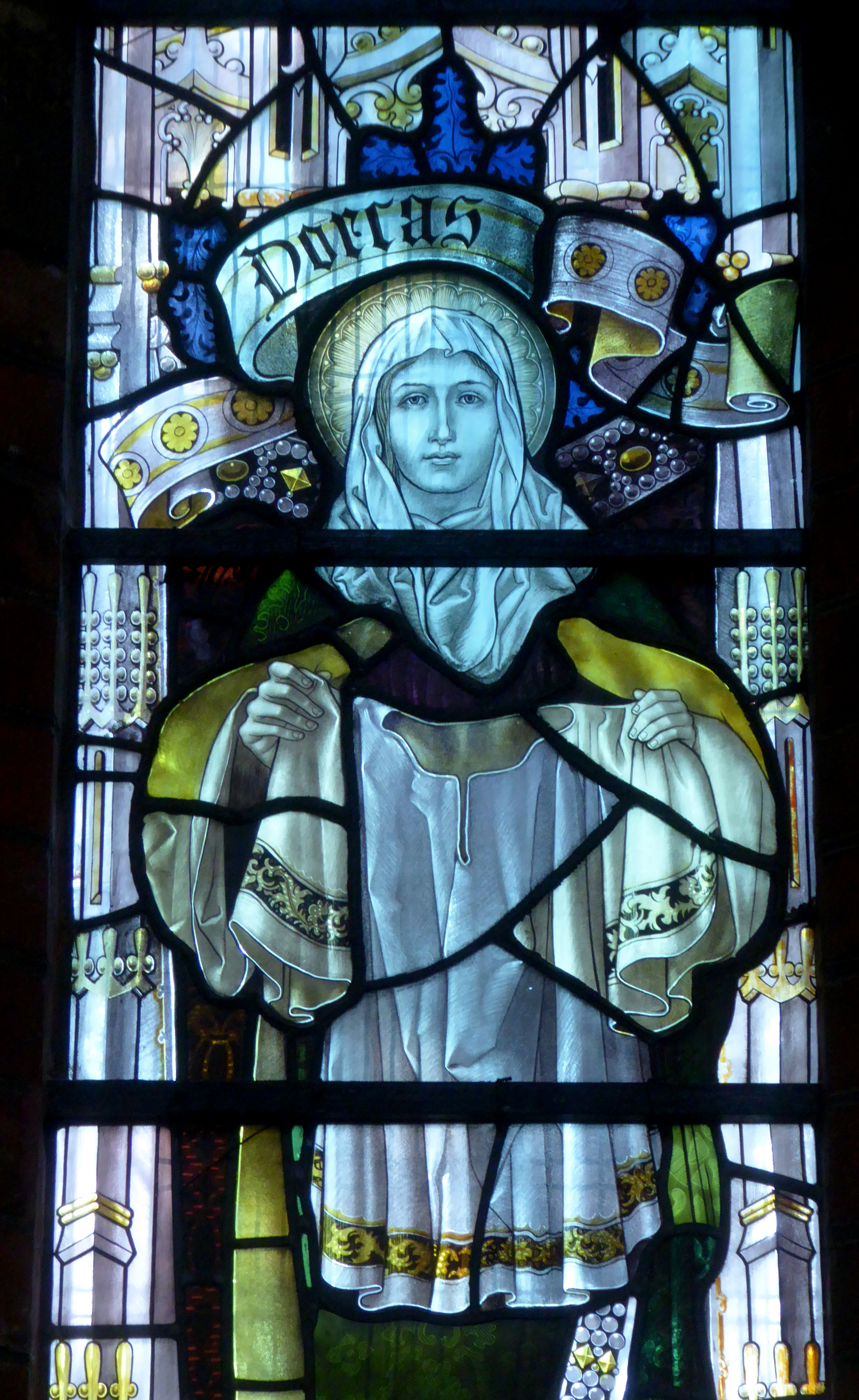
Vitrail, église St John the Evangelist, Sidcup (Angleterre).

Tabitha est une chrétienne de Joppé. L'apôtre Pierre la ressuscite, probablement vers l'an 40 : annoncée morte, Dorcas est allongée ; Pierre s'approche, prie, et lui demande de se lever. La nouvelle se répand rapidement dans la ville, et beaucoup d'habitants adhèrent alors à la foi.

## Iconographie
Tabitha, ou Dorcas, est représentée précocement dans l'art chrétien. Elle apparaît dès le IVe siècle, notamment sur des sarcophages. La scène de sa résurrection est souvent figurée parmi les épisodes illustrant la vie de saint Pierre.
- Louis Testelin a peint Saint Pierre ressuscitant Tabitha (1652, musée des Beaux-Arts d'Arras, à l'origine may de Notre-Dame de Paris)[4].
- Un tableau de Placido Costanzi pour l'autel Tabitha de la basilique Saint-Pierre a été déplacé dans la basilique Santa Maria degli Angeli e dei Martiri, après avoir été remplacé par une copie en mosaïque[5].
- La chapelle Notre-Dame du Perpétuel Secours de la cathédrale Saint-Pierre de Lisieux contient deux huiles sur toiles, dont la Résurrection de Tabitha , peinte en 1770 par Anicet Lemonnier.